# Salzgitter AG

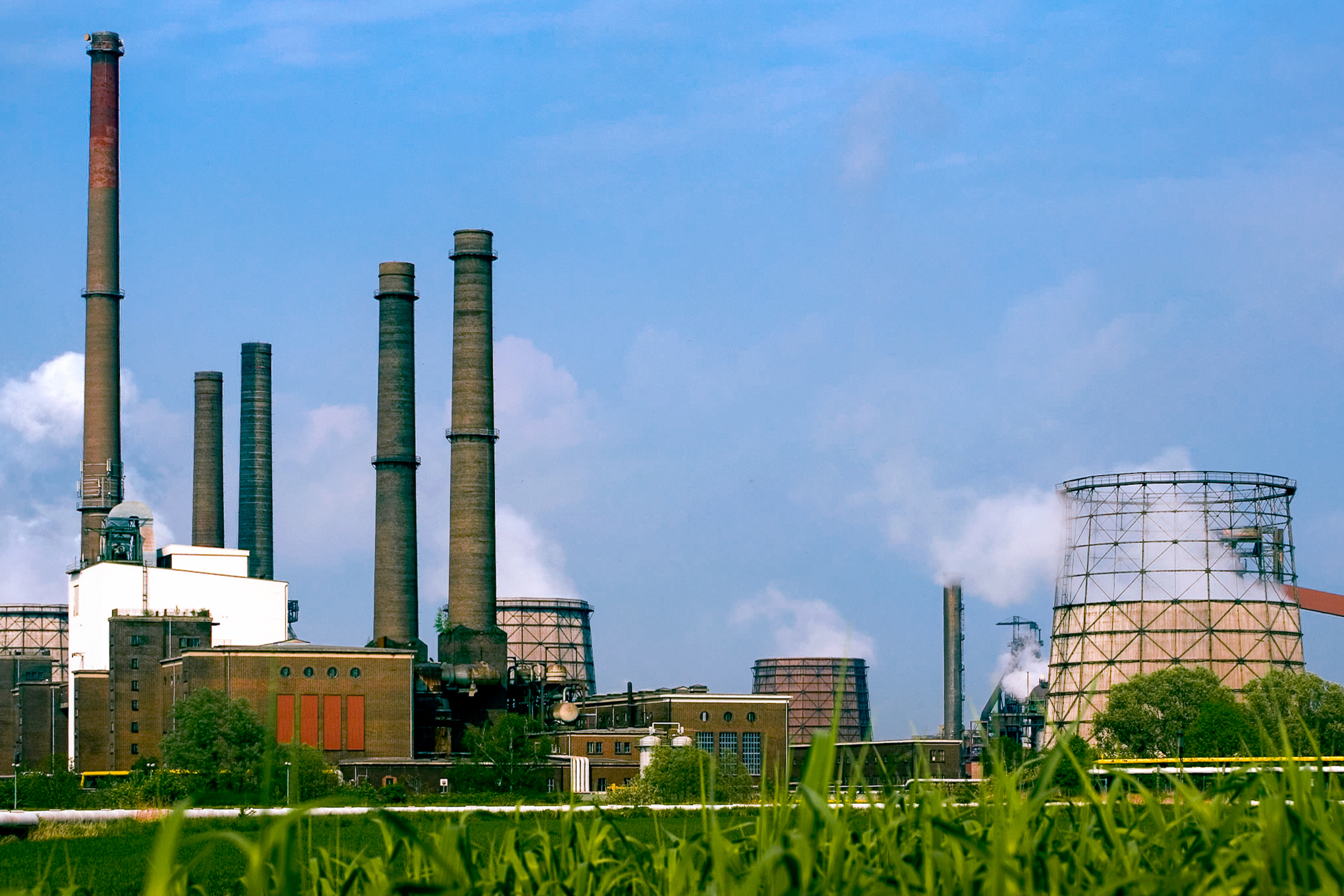
Das Kraftwerk der Salzgitter AG in Salzgitter

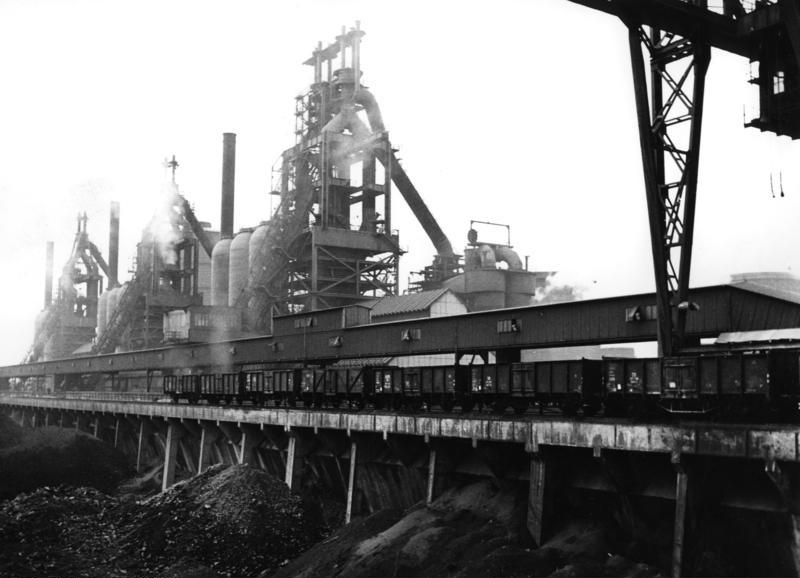
Hochöfen 1961

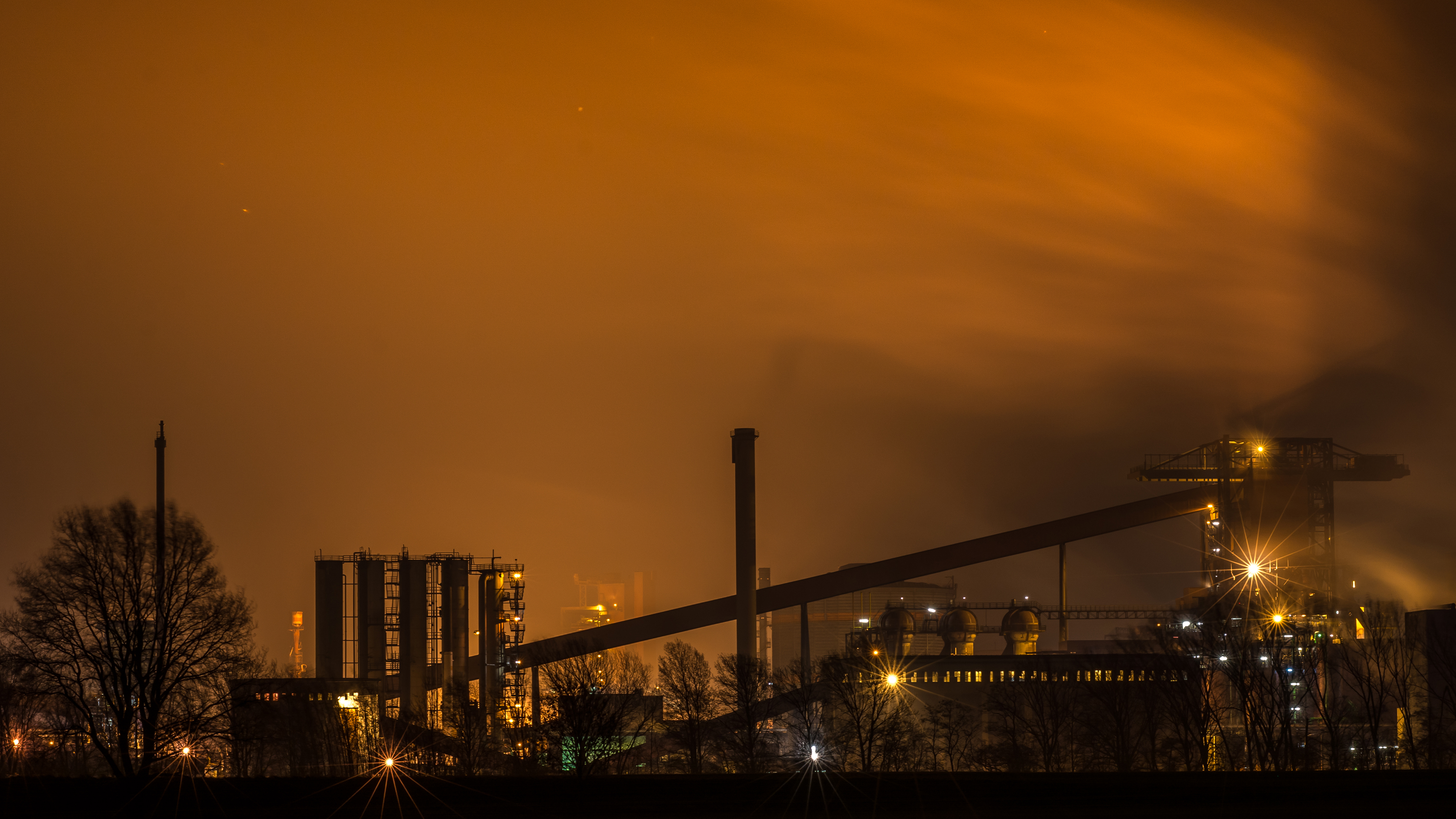
Hochofen B bei Nacht

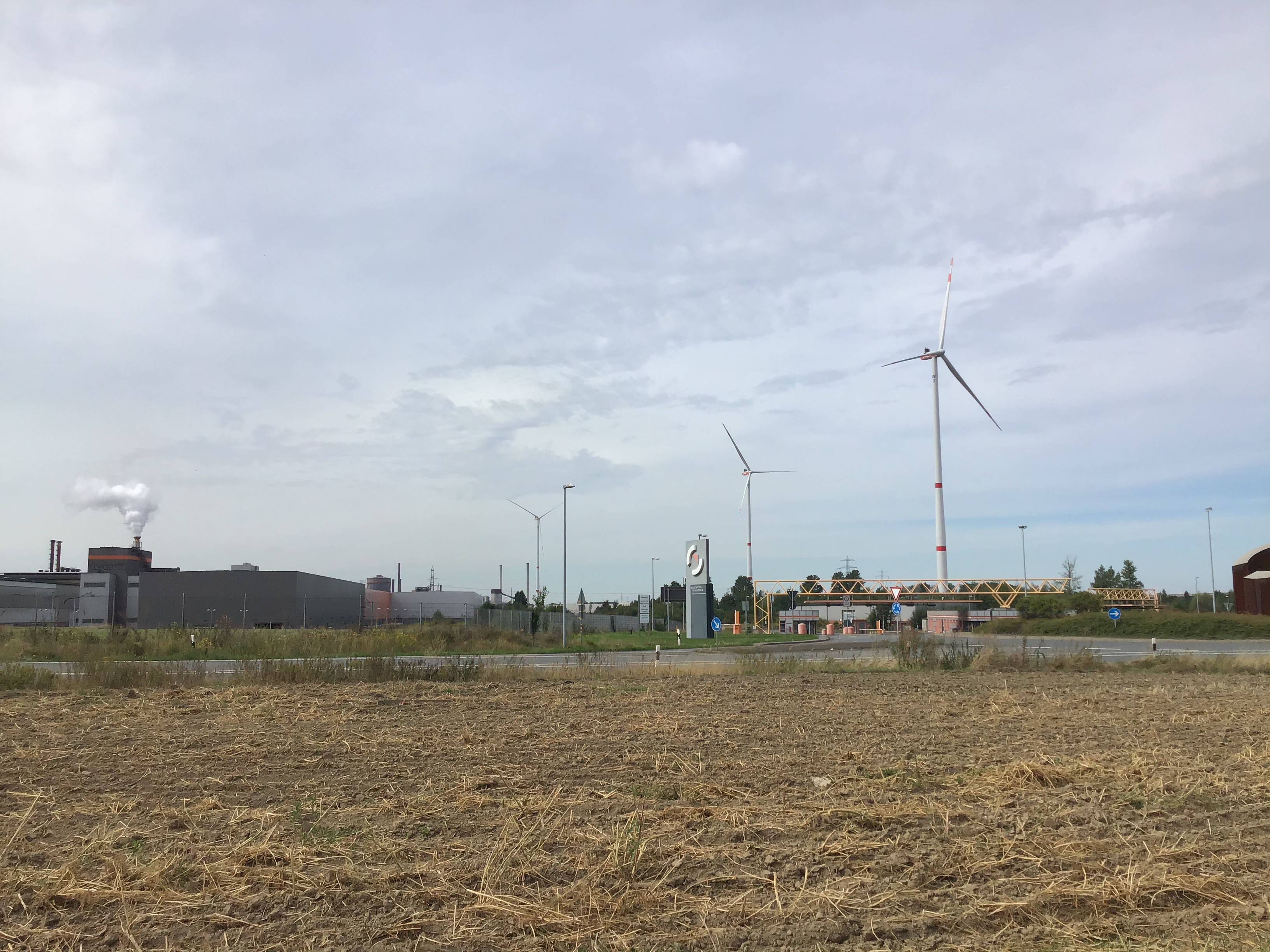
Windpark Salzgitter auf dem Werksgelände

Die Salzgitter AG ist ein börsennotierter deutscher Stahlkonzern mit Sitz in Salzgitter.
Die Salzgitter-Gruppe besteht aus mehr als 100 einzelnen Unternehmen, darunter die Salzgitter Flachstahl-, die Ilsenburger Grobblech-, die Peiner Träger GmbH sowie die Mannesmannröhren-Werke. Die Salzgitter-Gruppe ist in den Bereichen Flach- und Profilstahl der fünftgrößte europäische Hersteller und nimmt eine weltweite Spitzenposition im Röhrenbereich ein.
Die Firmierung Salzgitter AG steht für zwei unterschiedliche Unternehmen: Zunächst für die 1962 aus der vormaligen Reichswerke AG für Berg- und Hüttenbetriebe hervorgegangene Salzgitter AG, die 1989 von der damaligen Preussag übernommen wurde; danach für die 1998 neu gegründete Salzgitter AG, die aus der Ausgliederung des Stahlbereichs der Preussag (Preussag Stahl AG) entstand.

## Geschichte
Die heutige Salzgitter AG führt ihre Geschichte auf die Ilseder Hütte in Groß Ilsede bei Peine zurück. Die am 6. September 1858 gegründete AG ist eine der ältesten deutschen Aktiengesellschaften. 1937 begannen die Reichswerke Hermann Göring im NS-Staat ihre Stahlaktivitäten am namensgebenden Standort Salzgitter.
Zur Zwangsarbeit in den Hermann-Göring-Werken gehörte das KZ-Außenlager Salzgitter-Drütte als ein Außenlager des KZ Neuengamme, das sich seit 1942 auf dem Werksgelände befand. Dort waren bis zu 3000 Häftlinge untergebracht, die in den Reichswerken arbeiten mussten. Mehrere hundert Männer kamen bis zur Räumung des Lagers 1945 zu Tode. 1992 wurde auf dem Werksgelände der Salzgitter AG eine Gedenkstätte eingerichtet, die vom Arbeitskreis Stadtgeschichte e. V. betrieben wird.

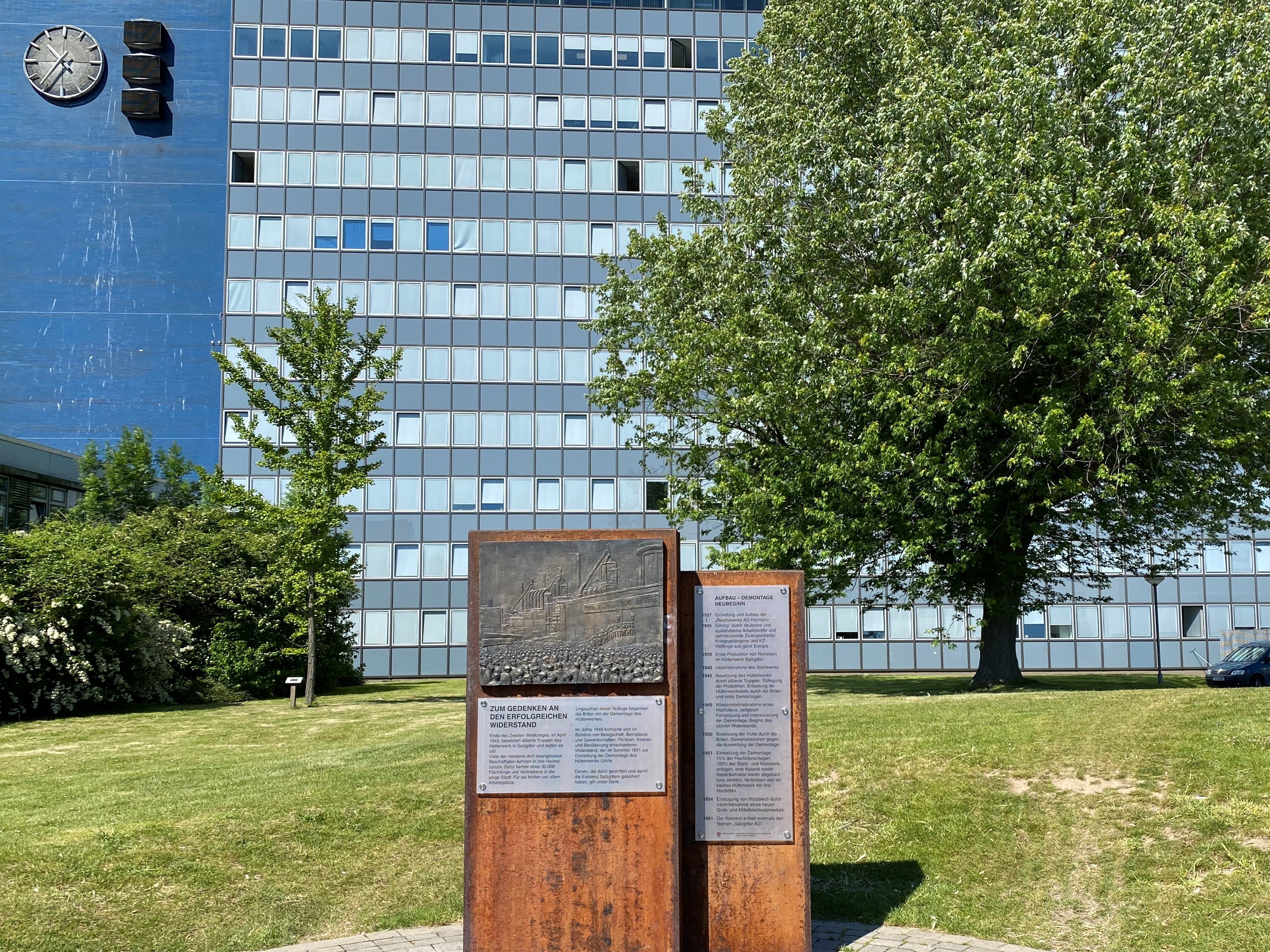
Salzgitter-Gedenktafel zur Demontage – Gesamtansicht vor dem Rathaus von Salzgitter

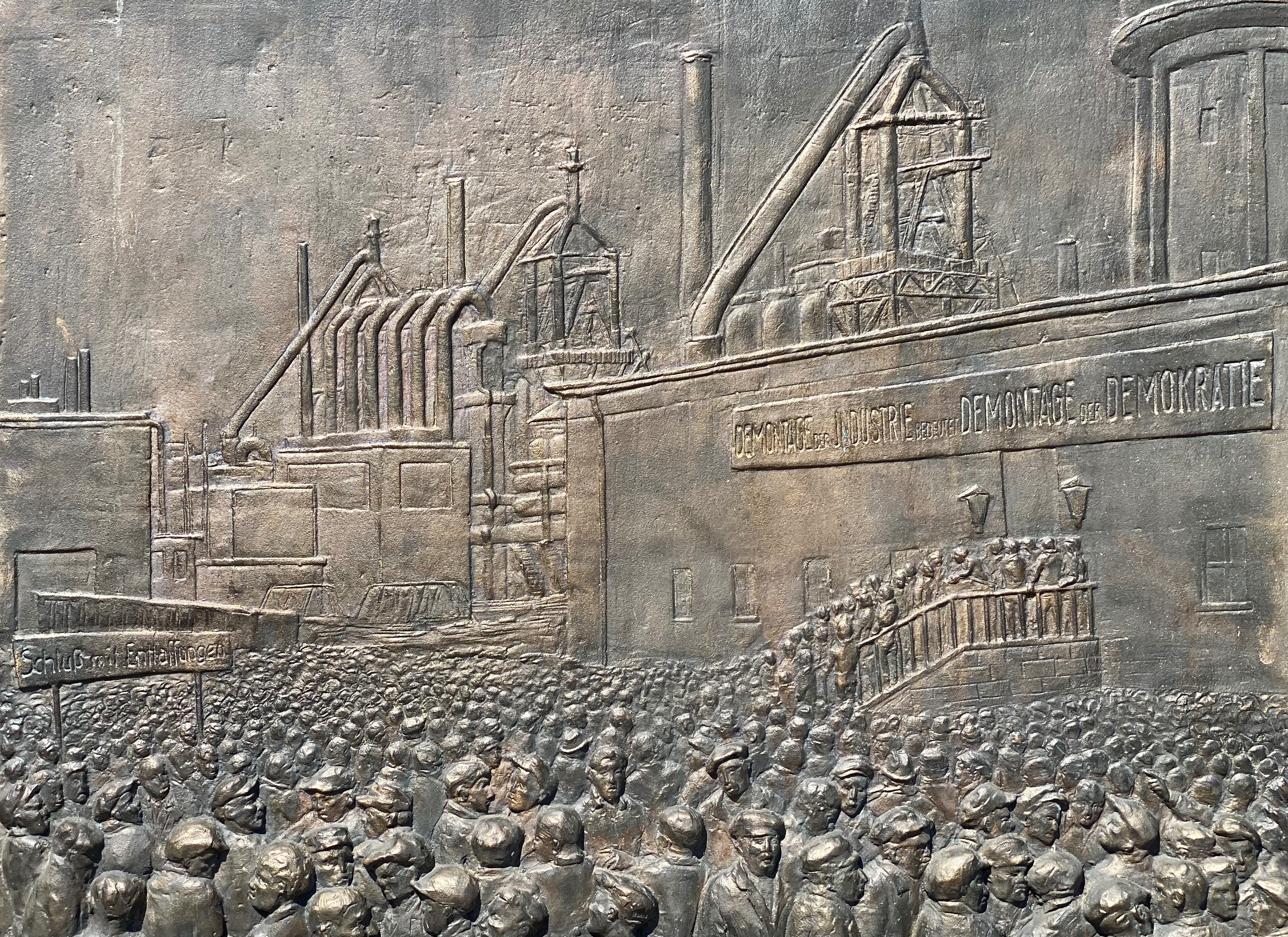
Metall-Relief auf der Gedenktafel zur Demontage, Salzgitter

Nach dem Ende des Zweiten Weltkrieges am 8. Mai 1945 wurden die Werke der ehemaligen „Reichswerke Hermann Göring“ dem Alliierten Oberkommando unterstellt. Die britische Militärregierung setzte einen Treuhänder zur Leitung des Werkes ein. Von 1946 bis 1951 kam es zu heftigen Protesten der Belegschaft, des Betriebsrates und der IG Metall gegen die Demontage des Werkes. Teilweise kam es zu Auseinandersetzungen der Belegschaft mit britischen Soldaten. Als am 20. Januar 1951 von den Briten der Demontage-Stopp verkündet wurde, waren 75 % der Hochofenanlagen und 100 % der Stahl- und Walzwerk-Anlagen demontiert worden. Verblieben war ein kleines Hüttenwerk mit drei Hochöfen. 2015 errichtete die Stadt Salzgitter in Zusammenarbeit mit dem Vorstand der Salzgitter AG und der IG Metall eine Gedenktafel für die Kämpfe gegen die Demontage.
Am 2. Mai 1947 wurde zwischen dem Unternehmen und dem Betriebsrat eine Betriebsvereinbarung abgeschlossen, die dem Betriebsrat umfangreiche Mitbestimmungsrechte einräumte. Der erste Tarifvertrag zwischen dem Unternehmen und der IG Metall wurde am 11. Oktober 1948 abgeschlossen.
Nach dem Zweiten Weltkrieg ging der deutsche Teil der Reichswerke in der staatlichen Salzgitter AG auf. Nachdem die ursprünglichen Werksanlagen in Salzgitter nach Kriegsende von den Alliierten fast vollständig demontiert und abtransportiert worden waren, begann in den 1950er Jahren ein Neuaufbau. 1953 erfolgte die Umbenennung des Werkes in Hüttenwerk Salzgitter AG und 1965 in Salzgitter Hüttenwerk AG.
Der Salzgitter-Konzern umfasste später neben der Stahlproduktion noch weitere Aktivitäten, vor allem in den Bereichen Bergbau, Schiffbau, Anlagenbau und Baustoffe.
In der Nachkriegszeit wurde die Stadt Salzgitter der zentrale Standort der Salzgitter AG. In der noch jungen Bundesrepublik befanden sich dort neben der Salzgitter AG Firmen wie VW, Büssing, Bosch und der Waggon- und Triebwagenhersteller Linke-Hofmann-Busch (LHB).
1962 beschäftigte der staatliche Salzgitter-Konzern 81.000 Mitarbeiter und erwirtschaftete einen Jahresumsatz von 2,3 Milliarden DM.
1970 wurde der Stahlbereich der staatlichen Salzgitter AG in die Ilseder Hütte eingebracht, die daraufhin in Stahlwerke Peine-Salzgitter AG mit Sitz in Peine umfirmierte; Mehrheitsaktionär war nun die Salzgitter AG. 1995 wurde der Standort Groß Ilsede aufgegeben.
1973 gab es u. a. folgende Tochterunternehmen der Salzgitter AG:
- Stahlwerke Peine-Salzgitter AG
- Salzgitter Stahlbau GmbH
- Salzgitter Erzbergbau AG
- Salzgitter Maschinen AG
- Fels-Werke Peine-Salzgitter GmbH
- Howaldtswerke-Deutsche Werft (HDW)
- Peiner Maschinen- und Schraubenwerke AG
- Linke-Hofmann-Busch GmbH (LHB)
- Luitpoldhütte AG
- AG Eisenhütte Prinz Rudolph
- DEUMU Deutsche Erz- und Metall-Union GmbH
- Deutsche Schacht- und Tiefbohr GmbH
- Gg. Noell GmbH
- Verkehrsbetriebe Peine-Salzgitter GmbH
- Salzgitter Ferngas GmbH
- Salzgitter Wohnungs-AG
- Hermann Rüter GmbH
- Winschermann Transport AG

Im Jahr 1988 kam es zu einem Tarifkonflikt zwischen den Stahlwerken Peine-Salzgitter AG und der IG Metall. Das Unternehmen beabsichtigte im Haustarifvertrag niedrigere Entgelterhöhungen als in der deutschen Stahlindustrie durchzusetzen. Dies lehnte die IG Metall ab und rief die Belegschaft zu Warnstreiks auf. Der monatelange Konflikt wurde durch einen Schlichterspruch des ehemaligen Bundesarbeitsministers Hans Katzer beendet. Danach wurde Salzgitter Mitglied im Arbeitgeberverband Stahl und wendet seit 1989 bis heute den Flächentarifvertrag der nordwestdeutschen Stahlindustrie an. Zur Überleitung erhielten die Beschäftigten u. a. eine Einmalzahlung von 5200 D-Mark.

## Geschichte seit der Privatisierung
Zum 1. Oktober 1989 wurde die bis dahin bundeseigene Salzgitter AG, die neben der Stahlproduktion noch weitere Aktivitäten umfasste, an die Preussag verkauft. Mit dem Privatisierungs-Erlös der Salzgitter AG in Höhe von rund 1,3 Milliarden Euro gründete die Bundesregierung die Deutsche Bundesstiftung Umwelt (DBU). Diese gehört zu den größten Stiftungen in Europa. Die Erträge aus dem Stiftungsvermögen von jährlich etwa 50 Millionen Euro stehen für Förderaufgaben zur Verfügung. Der Stahlbereich wurde in Preussag Stahl umbenannt, andere Salzgitter-Unternehmen wurden in den Folgejahren von der Preussag verkauft.
1998 beabsichtigte die Preussag AG ihre Tochtergesellschaft Preussag Stahl mit 14.000 Beschäftigten zu verkaufen. Die IG Metall und die Betriebsräte protestierten als bekannt wurde, dass das Unternehmen an den österreichischen Konzern Voestalpine verkauft werden sollte. Dadurch wäre die Eigenständigkeit des Unternehmens in Salzgitter gefährdet worden, um diese sicherzustellen, übernahmen das Land Niedersachsen und die Norddeutsche Landesbank 51 % der Aktien der Preussag Stahl AG. Das Unternehmen erhielt den Namen Salzgitter AG. Später wurde ein Teil der Aktien verkauft, das Land Niedersachsen hält aber bis heute 26,5 % der Salzgitter AG.
Im Frühjahr 1999 verhandelte die Salzgitter AG mit der luxemburgischen Arbed-Gruppe über einen Zusammenschluss. Dieser traf auf Proteste des Betriebsrates und der IG Metall und kam nicht zustande. Die Salzgitter AG beteiligte sich 1999/2000 am Entschädigungsfonds für ehemalige NS-Zwangsarbeiter.
Nachdem Mannesmann im Jahr 2000 von Vodafone übernommen worden war, erwarb die Salzgitter-Gruppe die Mannesmannröhren-Werke, einen weltweit führenden Anbieter von nahtlosen und geschweißten Stahlrohren, für den symbolischen Preis von einem Euro.
Im Juni 2006 wurde das zum Arcelor-Konzern gehörige Stahlservice-Center Flachform Stahl GmbH, Schwerte durch das Salzgitter-Unternehmen Stahl-Service-Center (SSC) Hövelmann & Lueg GmbH (jetzt Salzgitter Mannesmann Stahlservice GmbH) übernommen. Mit diesem Schritt wurden die Stahlhandelsaktivitäten der Salzgitter Mannesmann Handel GmbH, dem weltweit agierenden Vertriebsnetz des Salzgitter-Konzerns im Inland ausgebaut. Am 8. August 2006 wurde die Minderheitsbeteiligung an dem französischen Rohrhersteller Vallourec über die Börse verkauft und dabei ein Gewinn von mehr als 900 Mio. Euro erzielt.
Mit der im März 2007 angekündigten Übernahme eines 78-Prozent-Anteils an den Klöckner-Werken beabsichtigte der Konzern, seine Abhängigkeit von der stark zyklischen Stahlbranche zu reduzieren und sich durch eine Ergänzung mit neuen Aktivitäten noch breiter aufzustellen. Als Ergänzung dazu wurde 2008 die SIG Beverages gekauft. Dieser Geschäftsbereich der SIG Group mit 480 Beschäftigten hatte in den Jahren davor durch die Entwicklung der Streckblastechnik und der Barrieretechnik Voraussetzungen für geringeren Materialverbrauch und das Abfüllen von Bier und Säften in Kunststoffgebinde geschaffen.
Im Rahmen der Strategie 2021 investierte Salzgitter einen dreistelligen Millionenbetrag in die Ilsenburger Grobblech GmbH für eine neue Wärmebehandlungslinie sowie in die Salzgitter Flachstahl GmbH für eine neue Feuerverzinkungsanlage. Die 2017 verkündigten Investitionen sollten mit Fertigstellung der Anlagen bis 2020 abgeschlossen werden.
Auf der Hannover Messe 2018 stellte Salzgitter als erstes Stahlunternehmen ein Verfahren zur CO2-neutralen Stahlherstellung vor: SALCOS – Salzgitter Low COCO2 Steelmaking. In dem Verfahren soll zur Reduktion des Eisenerzes anstelle von Kohle „grüner“ Wasserstoff eingesetzt werden. Die Salzgitter AG plante bis 2033 den gesamten Standort CO2-neutral zu gestalten.
Im Juni 2020 gab die Salzgitter die Erstellung einer Machbarkeitsstudie für eine Eisenerz-Direktreduktionsanlage mit vorgeschalteter Wasserstoff-Elektrolyse am Tiefwasserhafen Wilhelmshaven bekannt.
Im November 2020 teilte Salzgitter mit, dass im Werk Peine die erste „grüne“ Stahlbramme produziert wurde. Dabei handelt es sich um Recyclingstahl aus Schrott, der im Elektrostahlwerk Peine verarbeitet wurde. Der CO2-Fußabdruck dieser Produkte soll 75 % kleiner als derjenige aus konventioneller Produktion sein. Langfristig plant der Konzern eine Umstellung auf Wasserstoff-basierte Direktreduktion.
Im Februar 2024 wurde die Mannesmann Stainless Tubes GmbH für 135 Mio. Euro an die italienische Cogne Acciai Speciali verkauft.

## Kennzahlen
Die Unternehmenskennzahlen haben sich wie folgt entwickelt:
| Jahr                                | 2017   | 2018   | 2019   | 2020   | 2021   | 2022   | 2023   | 2024   |
| ----------------------------------- | ------ | ------ | ------ | ------ | ------ | ------ | ------ | ------ |
| Umsatz (in Mio. Euro)               | 8.990  | 9.278  | 8.547  | 7.091  | 9.767  | 12.553 | 10.791 | 10.465 |
| Ergebnis nach Steuer (in Mio. Euro) | 136    | 273    | −378   | −292   | 546    | 1.060  | 146    | 445    |
| Anzahl Mitarbeiter                  | 25.074 | 25.363 | 25.227 | 24.416 | 24.255 | 24.569 | 25.183 | 24.473 |

## Aktie und Anteilseigner
(Stand: Sep. 2025):
| Anteil | Anteilseigner          |
| ------ | ---------------------- |
| 26,5 % | Land Niedersachsen     |
| 10,0 % | Salzgitter AG          |
| 38,5 % | Streubesitz            |
| 26,7 % | GP Günter Papenburg AG |

Am 22. Dezember 2008 stieg die Salzgitter-Aktie in den DAX auf, kehrte am 21. Juni 2010 in den MDAX zurück und stieg am 18. März 2019 in den SDAX ab.
Am 5. November 2024 hat ein Konsortium aus GP Papenburg AG und dem Remondis-Tochterunternehmen TSR Recycling GmbH & Co. KG angekündigt, ein freiwilliges Übernahmeangebot abgeben zu wollen. Die Annahme ist an die Bedingung geknüpft, dass 45 % plus 1 Aktie angeboten werden. Das Konsortium hätte damit die Mehrheit am Unternehmen, da 10 % der Aktien der Salzgitter AG selbst gehören und somit auf der Hauptversammlung nicht stimmberechtigt sind.

## Beteiligungen (Auswahl)
- Salzgitter Flachstahl GmbH (100 %)
- Peiner Träger GmbH (100 %)
- DEUMU Deutsche Erz- und Metall-Union GmbH (100 %)
- Salzgitter Mannesmann Handel GmbH (100 %)
- Universal Eisen und Stahl GmbH (100 %)[34]
- Salzgitter Mannesmann Forschung GmbH (100 %)
- Salzgitter Mannesmann GmbH (100 %)
  - Mannesmann Line Pipe GmbH (100 %)
  - Mannesmann Precision Tubes GmbH (100 %)
  - Ilsenburger Grobblech GmbH (100 %)
  - Salzgitter Mannesmann Grobblech GmbH (100 %)
  - Mannesmann Grossrohr GmbH (100 %)
  - Europipe GmbH (50 %)
  - Hüttenwerke Krupp Mannesmann GmbH (30 %)
- KHS GmbH (100 %)
- Desma Schuhmaschinen GmbH (100 %)
- Klöckner DESMA Elastomertechnik GmbH (100 %)
- Verkehrsbetriebe Peine-Salzgitter GmbH (100 %)
- Aurubis AG (29,9 %)

Stand: April 2019